# Edgar Winter
Pour les articles homonymes, voir Winter.
Pour l’article ayant un titre homophone, voir Edgars Vinters.
Edgar Winter est un musicien américain de jazz, blues et rock, né de John Winter II et d'Edwina Winter, le 28 décembre 1946 à Beaumont au Texas. Lui et son frère aîné Johnny sont nés avec l'albinisme. Au moment où il a quitté la maison familiale, Edgar maîtrisait déjà plusieurs instruments et lisait et écrivait de la musique. Il est claviériste, saxophoniste, percussionniste et chanteur. 

## Biographie
C'est avec son frère, Johnny, qu'Edgar Winter entame sa carrière de musicien en 1960, lorsque ce dernier forme Johnny Macaroni and the Jammers. Pendant toute cette décennie, Edgar accompagne son frère dans les différents groupes de blues que forme celui-ci. En 1968, lorsque Johnny enregistre son premier album, The Progressive Blues Experiment, c'est en trio, sans l'aide d'Edgar. La première apparition de celui-ci se fera en 1969 sur le troisième album de son frère, appelé Second Winter.
Fin 1970, il publie son premier album solo, Entrance, qu'il produit lui-même et sur lequel il chante, joue des claviers et du saxophone. Sur ce premier album, Johnny Winter apparait comme guitariste, harmoniciste et chanteur sur la chanson Tobacco Road de John D. Loudermilk. En 1971, il forme le Edgar Winter's White Trash, composé de sept musiciens, dont son frère Johnny et Rick Derringer — ainsi qu'une liste impressionnante d'invités (il y a 30 musiciens sur l'album !), par exemple Patti Smith — avec lequel il enregistre deux albums. Le premier donne son nom au groupe, et le deuxième Roadwork en 1972 toujours avec Rick Derringer et Johnny Winter. Puis durant l'été 1972, il dissout le White Trash et forme, dans une formule plus simple et classique à quatre musiciens, le Edgar Winter Group. Leur premier album, They Only Come Out at Night, sera son plus gros succès avec plus de deux millions d'exemplaires vendus. Sur cet album on retrouve le guitariste Ronnie Montrose, dont ce sera le seul album avec le groupe, ainsi qu'une section rythmique composée de Dan Hartman (basse) et Chuck Ruff (batterie) qui l'accompagnera pendant toute la durée du groupe. Rick Derringer est producteur et musicien invité. Cet album renferme deux gros succès, soit Free Ride de Dan Hartman et  Frankenstein d'Edgar. Le bassiste Randy Jo Hobbs et le batteur Johnny Badanjek sont invités à jouer sur deux morceaux, "Free Ride" et "We All Had a Real Good Time".
En 1975, Edgar Winter sort un album solo Jasmine Nightdreams puis, la même année, il officialise sa collaboration avec Rick Derringer avec l'album Edgar Winter Group With Rick Derringer. Les deux hommes se connaissent bien puisqu'ils collaborent depuis 1972 sur l'album Roadwork. Ils avaient travaillé également ensemble sur l'album Saints and Sinners de Johnny Winter. Une tournée est organisée à l'automne 1975 en compagnie de ce dernier. De cette tournée sort un album commun en public intitulé Together.
1977 voit la reformation du White Trash et la sortie d'un album, Recycled. La tournée qui suivit fut organisée avec le mythique groupe Lynyrd Skynyrd mais fut interrompue lorsque l'avion qui transportait celui-ci s'écrasa, provoquant la mort de 3 membres de ses musiciens à 18 heures 52 le 20 octobre 1977.
À partir de 1979, Edgar Winter se fait plus rare et n'enregistre plus que des albums solo.
Adepte de l'église de scientologie et de son créateur L. Ron Hubbard, il compose et produit avec ce dernier en 1986 un album intitulé Mission Earth.
En 2000, il fait une apparition dans la série télé Mysterious Ways: Les Chemins de l'étrange pour l'épisode Coup de foudre.
En 2006, il tourne avec Ringo Starr & His All Starr Band qui comprend Billy Squier à la guitare et au chant, Richard Marx à la guitare, aux claviers et au chant, Rod Argent aux claviers et au chant, Sheila E. aux percussions, à la batterie et au chant et finalement Hamish Stuart à la basse. L'album de cette tournée, Ringo Starr & His All Starr Band Live 2006, sera publié en 2008. De même, il participe en 2008 à la dixième édition du All Star Band, avec cette fois le guitariste-chanteur Colin Hay, le claviériste américain Gary Wright (ex-Spooky Tooth) et le batteur Gregg Bissonette. Un album Live at the Greek Theatre 2008 sort en juillet 2010. Il rejoint à nouveau Ringo Starr et le groupe en 2011 pour lequel il rejoint Rick Derringer à la guitare et au chant, Wally Palmar à la guitare et au chant, Gary Wright aux claviers et au chant, Richard Page à la basse et au chant et de nouveau Greg Bissonnette à la batterie.
Et à partir de 2010, il est invité pour jouer sur quatre albums studios de Ringo Starr en solo qui n'ont rien à voir avec ses précédentes apparitions avec le All-Star Band, à commencer par Y Not en 2010, Ringo 2012 en 2012, Give More Love en 2017 et finalement What's My Name en 2019.
En 2022, Edgar produit l'album Brother Johnny avec une foule d'invités prestigieux, dont Billy Gibbons, Doyle Bramhall II, Harry Kim, Joe Walsh, John McFee, Joe Bonamassa, Michael McDonald, Ringo Starr, Steve Lukather, etc. Il est sorti le 15 avril 2022 via Quarto Valley Records. Les sessions d'enregistrement ont eu lieu aux Capitol Studios et aux EastWest Studios à Hollywood, ainsi qu'à Infinite Spin Recorders. L'album a culminé au numéro 21 du Billboard Ventes d'albums actuelles, au numéro 33 des Meilleures ventes d'albums et en tête du classement des meilleurs albums de blues aux États-Unis. Il a également atteint la 6e place du Swiss Hitparade et a dominé le Top 30 officiel des albums de jazz et de blues du Royaume-Uni. Le 5 février 2023, il a remporté un Grammy Award du meilleur album de blues contemporain aux Grammy Awards pour le Meilleur album de blues contemporain au Swiss Hitparade lors des 65e Grammy Awards annuels.
L'album est un hommage au regretté musicien et frère d'Edgar, Johnny Winter, décédé le 16 juillet 2014 en Suisse à l'âge de 70 ans.

## Discographie

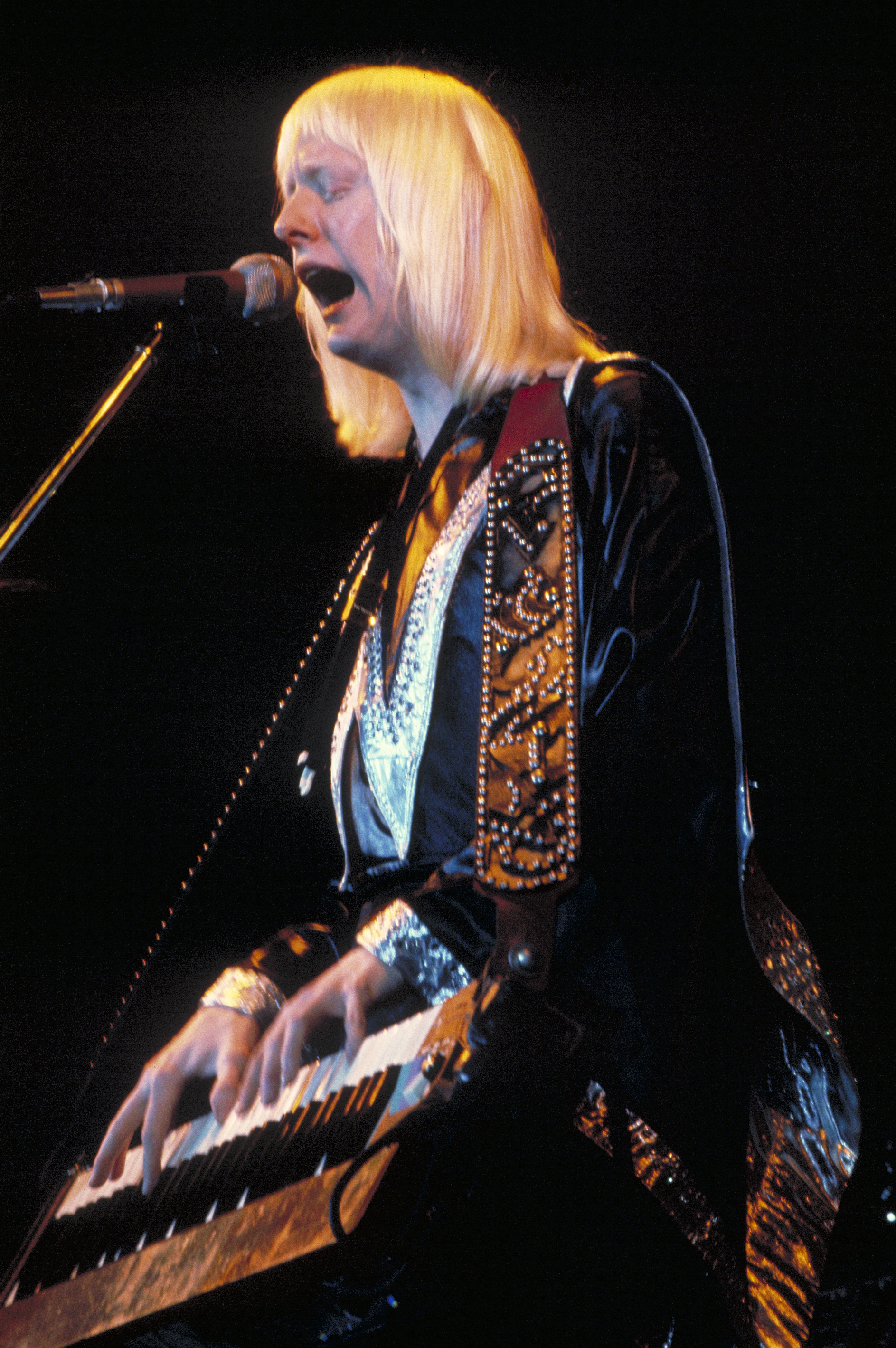
Edgar Winter sur scène en 1974.

## Solo
Albums studio
- 1970 : Entrance - Avec Johnny Winter sur Tobacco Road
- 1975 : Jasmine Nightdreams - Avec Johnny Winter, Rick Derringer, Dan Hartman, Chuck Ruff et Rick Marotta.
- 1979 : The Edgar Winter Album
- 1981 : Standing on Rock
- 1986 : Mission Earth
- 1994 : Not a Kid Anymore
- 1996 : The Real Deal
- 1999 : Winter Blues
- 2004 : Jazzin' the Blues - Avec Steve Lukather, Hiram Bullock, etc.
- 2008 : Rebel Road
- 2022 : Brother Johnny - Avec Joe Walsh, John McFee, Joe Bonamassa, Billy Gibbons, Steve Lukather, Doyle Bramhall II, Robben Ford, Michael McDonald et Ringo Starr entre autres.

## Avec un groupe

### Edgar Winter's White Thrash
- 1971 : Edgar Winter's White Trash
- 1972 : Roadwork - Rick Derringer guitare + Johnny Winter: chant et guitare sur Rock and Roll Hoochie Koo
- 1977 : Recycled

### Edgar Winter Group
- 1972 : They Only Come Out at Night
- 1974 : Shock Treatment
- 1975 : The Edgar Winter Group With Rick Derringer
- 1990 : Edgar Winter And Rick Derringer Live In Japan
- 2018 : I've Got News for You, 1971–1977 - Coffret compilation 6 CD, contient Edgar Winter White Trash Introducing Jerry Lacroix, Roadwork, They Only Come Out At Night, Shock Treatment, The Edgar Winter Group With Rick Derringer et Recycled.

## Duos

### Avec Johnny Winter
- 1969 : Second Winter
- 1976 : Together: Edgar Winter and Johnny Winter Live
- 1978 : White, Hot and Blue
- 1994 : Outstanding Brothers - 2 CD Enregistré live en 1974 et 1983.
- 2009 : The Woodstock Experience - Coffret 10 CD avec Santana, Janis Joplin, Sly & the Family Stone, Jefferson Airplane, Johnny Winter.

### Edgar Winter & Rick Derringer
- 1990 : Edgar Winter & Rick Derringer Live in Japan
- 2007 : Edgar, Johnny Winter & Rick Derringer (Live)

### Steve Lukather & Edgar Winter
- 2010 : An Odd Couple Live

## Collaborations
- 1974 : Saints and Sinners de Johnny Winter - Edgar joue sur sept titres
- 1974 : John Dawson Winter III de Johnny Winter - Joue sur quatre titres
- 1978 : Open Fire de Ronnie Montrose - Moog basse, clavecin, piano sur cinq chansons + producteur de l'album
- 1978 : Instant Replay de Dan Hartman - Saxophone sur deux chansons, Instant Replay et Countdown/This Is It
- 1979 : Relight My Fire de Dan Hartman - Saxophone sur Hands Down
- 1986 : Territory de Ronnie Montrose - Saxophone sur Catscan
- 1992 : Hey, Where's Your Brother? de Johnny Winter - Joue sur trois titres
- 2000 : Gamma 4 de Gamma - Saxophone sur Resurrection Shuffle et Oh No You Don't!
- 2002 : An All Star Lineup Performing the Songs of Pink Floyd : Artistes Variés : Saxophone sur Money
- 2007 : Pink Box: Songs of Pink Floyd : Artistes variés
- 2008 : Ringo Starr and His All Starr Band Live 2006 de Ringo Starr and His All Starr Band - Claviers, saxophone, joue Frankenstein et Free Ride
- 2010 : Y Not de Ringo Starr - Saxophone alto et ténor et chœurs sur 4 chansons.
- 2010 : Live at the Greek Theatre 2008 de Ringo Starr and His All Starr Band - Claviers, saxophone et chant
- 2012 : Ringo 2012 de Ringo Starr - Orgue, saxophone
- 2013 : The Many Faces of Pink Floyd: A Journey Through the Inner World of Pink Floyd : Artistes variés : Saxophone sur Money
- 2017 : 10x10 de Ronnie Montrose - Edgar au saxophone, à l'orgue Hammond, au chant et aux chœurs sur Love Is An Art.
- 2017 : Give More Love de Ringo Starr - Saxo alto et ténor sur quatre titres
- 2019 : What's My Name de Ringo Starr - Clavinet, synthé et chœurs